# Brandon Moreno
Brandon Moreno Carrillo (Tijuana, Baja California; 7 de diciembre de 1993) es un artista marcial mixto mexicano que actualmente compite en la división de peso mosca en Ultimate Fighting Championship (UFC), donde ha sido dos veces campeón del Campeonato Mundial de Peso Mosca de UFC y en una ocasión Campeón Interino de Peso Mosca de UFC, siendo el primer luchador mexicano en lograr ser campeón de UFC. Desde el 27 de febrero de 2024, está en la posición #2 del ranking de peso mosca de la UFC. Moreno también fue campeón del Campeonato de Peso Mosca de la WFF y posteriormente de LFA.

## Carrera de artes marciales mixtas

### Primeros años
Moreno hizo su debut como profesional de MMA en su México natal en abril de 2011, compitiendo para la promoción Ultimate Warrior Challenge México. Durante los siguientes dos años, acumuló un récord de 6 victorias y 2 derrotas.
En 2014, Moreno debutaría en la promoción de la World Fighting Federation. Quedaría invicto en la promoción con 5-0 y finalmente ganaría el campeonato de peso mosca, lo que lo llevó a participar en el torneo de peso mosca en la temporada 25 de The Ultimate Fighter.

### The Ultimate Fighter
En julio de 2016, se reveló que Moreno era un participante en The Ultimate Fighter: Tournament of Champions. Moreno fue seleccionado como miembro del Equipo Benavidez. Se enfrentó a Alexandre Pantoja en la etapa inicial y perdió la pelea por sumisión en la segunda ronda.

### Ultimate Fighting Championship
En un extraño movimiento, Moreno debutó en la UFC mientras su temporada de The Ultimate Fighter aún se emitía. Se enfrentó a Louis Smolka que se encontraba en ranking #9 de peso mosca en UFC Fight Night: Lineker vs. Dodson el 1 de octubre de 2016. Moreno ganó la pelea a través de la sumisión en la primera ronda. La victoria también le valió a Moreno su primer bono de la Performance of the Night.
Solo un par de meses más tarde, el 3 de diciembre de 2016, Moreno enfrentó a Ryan Benoit en The Ultimate Fighter: Tournament of Champions Finale. Ganó la pelea por decisión dividida.
Su siguiente pelea llegó el 22 de abril de 2017, enfrentando a Dustin Ortiz en UFC Fight Night 108. Brandon ganó por sumisión en el segundo round y volvió a llevarse el bono por Performance of the Night. En la entrevista al terminar ese combate, surge su frase más famosa que sería recordada 4 años después cuando se hiciera campeón, esa frase fue: "Maybe not today, maybe not tomorrow and maybe not the next month, pero only one thing is true... i will be champion one day".
Brandon recibió la oportunidad de estelarizar su primera cartelera el 5 de agosto de 2017 en la Ciudad de México. Moreno enfrentó a Sergio Pettis y cayó derrotado por decisión unánime. 
Moreno se enfrentó a Sergio Pettis el 5 de agosto de 2017 en UFC Fight Night 114. Perdió la pelea por decisión unánime. Moreno dio positivo por una pequeña cantidad de clembuterol en su sistema en una muestra de orina en competición que se recolectó el 6 de agosto de 2017, un día después de su pelea con Pettis. La Agencia antidopaje de Estados Unidos (USADA) ha determinado que su hallazgo de la presencia de clenbuterol en el sistema de Moreno fue probablemente resultado de la carne contaminada que Moreno había consumido en México, y que USADA no lo castigaría por ello.
Brandon estaba programado para enfrentar a Ray Borg el 7 de abril de 2018 en UFC 223. La pelea se canceló después de que Borg saliese lastimado cuando Conor McGregor atacase el autobús en el que se encontraba. El duelo fue reprogramado para el 19 de mayo en UFC Fight Night 129. Sin embargo Borg se retiró de la pelea para cuidar a su hijo que se recuperaba de una cirugía cerebral. El brasileño Alexandre Pantoja entró como sustitución y derrotó a Moreno por decisión unánime.

### Legacy Fighting Alliance
Tras salir de UFC, Brandon recibió la oportunidad de disputar el campeonato de peso mosca de Legacy Fighting Alliance, enfrentando al cubano Maikel Pérez. Moreno se impuso por la vía del TKO en el cuarto round y se convirtió en campeón mosca. Un mes más tarde, Moreno dejaba vacante el título de LFA al firmar nuevamente con UFC.

### Regreso a UFC
El 21 de septiembre de 2019 Brandon Moreno enfrentó a Askar Askarov en la Ciudad de México. La pelea fue declarada un empate dividido.
Moreno peleó ante Kai Kara-France el 14 de diciembre de 2019 en UFC 245. Brandon se impuso por la vía de la decisión unánime.
Brandon se enfrentó a Jussier Formiga en el evento UFC Fight Night: Lee vs. Oliveira, ganando la pelea por decisión unánime.
En el evento UFC 255, Brandon se enfrentó a Brandon Royval, ganó la pelea por TKO en el primer round. Esta victoria le llevaría a pelear por el título. 
Brandon Moreno se midió contra el campeón Deiveson Figueiredo en el evento UFC 256. La pelea terminó en un empate mayoritario, en uno de los mejores combates del 2020.

#### Campeonato Mundial de Peso Mosca de UFC
El 12 de junio de 2021 se volvió a enfrentar al campeón Deiveson Figueiredo en el evento UFC 263. Moreno ganó la pelea por sumisión (rear naked choke) en el tercer round, convirtiéndose en el campeón de peso mosca de UFC, y a su vez en el primer campeón de UFC nacido en México. En enero de 2022, se enfrentaron por tercera vez, en la cual el brasileño se impuso por decisión unánime, llevándose de vuelta el campeonato.
Moreno enfrentó a Kai Kara-France en una revancha por el Campeonato Interino de Peso Mosca de UFC el 30 de julio de 2022, en UFC 277. Ganó la pelea por TKO en el tercer asalto. Esta victoria lo hizo merecedor de su tercer premio de Pelea de la Noche. Moreno además recibió los premios de Crypto.com de $20.0000 en bitcoin por el segundo lugar.
Una cuarta pelea entre Moreno y Deiveson Figueiredo por el Campeonato Indiscutido de Peso Mosca de UFC se llevó a cabo el 21 de enero de 2023, en UFC 283, marcando la primera vez en la historia de UFC que dos peleadores se enfrentaron cuatro veces. Moreno ganó la pelea y el título por TKO al final tercer asalto luego de que el médico detuviera pelea por el ojo cerrado de Figueiredo.

#### Post-campeonato
Moreno enfrentó a Alexandre Pantoja como la primera defensa de su segundo reinado el 8 de julio de 2023, en UFC 290. Perdió la pelea y el título por decisión dividida. Esta pelea lo hizo merecedor de su cuarto premio de Pelea de la Noche.
Moreno estaba programado para enfrentar a Amir Albazi el 24 de febrero de 2024, en UFC Fight Night 237. Sin embargo, Albazi se retiró de la pelea y fue reemplazado por Brandon Royval. Perdió la pelea por decisión dividida.
Se reportó que la pelea entre Moreno y Amir Albazi había sido reprogramada para el 9 de noviembre de 2024, en la estelar de UFC Fight Night 247. Sin embargo, se anunció oficialmente que la pelea había sido trasladada 2 de noviembre de 2024, en UFC Fight Night 246. Moreno ganó la pelea por decisión unánime.
Moreno se enfrentó a Steve Erceg en el evento principal el 5 de abril de 2025 en UFC on ESPN 64. Ganó la pelea por decisión unánime y, después de tres intentos fallídos, obtuvo su primer triunfo en un evento de UFC realizado en tierras mexicanas.

## Campeonatos y logros
- Ultimate Fighting Championship
  - Campeonato Mundial de Peso Mosca de UFC (Dos veces)
  - Campeonato Interino de Peso Mosca de UFC (Una vez)
  - Actuación de la Noche (Tres veces) vs. Louis Smolka , Dustin Ortiz y Deiveson Figueiredo
  - Pelea de la Noche (Cuatro veces) vs. Deiveson Figueiredo, Kai Kara-France y Alexandre Pantoja[30]
  - Primer peleador nacido en México en ganar un campeonato de UFC

- World Fighting Federation
  - Campeón de Peso Mosca de WFF (3 defensas)

- Legacy Fighting Alliance
  - Campeonato de Peso Mosca de LFA (Una vez)

- World MMA Awards
- Pelea del mes de diciembre de 2020 vs. Deiveson Figueiredo
- Presentación del mes de junio de 2021 vs. Deiveson Figueiredo
- Pelea del mes de enero de 2022 vs. Deiveson Figueiredo

## Récord en artes marciales mixtas
| Récord profesional | Récord profesional | Récord profesional |
| 33 peleas          | 23 victorias       | 8 derrotas         |
| ------------------ | ------------------ | ------------------ |
| Nocaut             | 5                  | 0                  |
| Sumisión           | 11                 | 0                  |
| Decisión           | 7                  | 8                  |
| Empate             | 2                  | 2                  |

| Resultado | Récord | Oponente            | Método                          | Evento                                         | Fecha                    | Ronda | Tiempo | Localización                | Notas                                                                |
| --------- | ------ | ------------------- | ------------------------------- | ---------------------------------------------- | ------------------------ | ----- | ------ | --------------------------- | -------------------------------------------------------------------- |
| Victoria  | 23–8–2 | Steve Erceg         | Decisión (unánime)              | UFC on ESPN: Moreno vs. Erceg                  | 29 de marzo de 2025      | 5     | 5:00   | Ciudad de México            |                                                                      |
| Victoria  | 22–8–2 | Amir Albazi         | Decisión (unánime)              | UFC Fight Night: Moreno vs. Albazi             | 2 de noviembre de 2024   | 5     | 5:00   | Edmonton                    |                                                                      |
| Derrota   | 21–8–2 | Brandon Royval      | Decisión (dividida)             | UFC Fight Night: Moreno vs. Royval 2           | 24 de febrero de 2024    | 5     | 5:00   | Ciudad de México            |                                                                      |
| Derrota   | 21–7–2 | Alexandre Pantoja   | Decisión (dividida)             | UFC 290                                        | 8 de julio de 2023       | 5     | 5:00   | Las Vegas, Nevada           | Perdió el Campeonato de Peso Mosca de UFC. Pelea de la Noche.        |
| Victoria  | 21–6–2 | Deiveson Figueiredo | TKO (paro médico)               | UFC 283                                        | 21 de enero de 2023      | 3     | 5:00   | Río de Janeiro, Brasil      | Ganó el Campeonato de Peso Mosca de UFC.                             |
| Victoria  | 20–6–2 | Kai Kara-France     | TKO (Patada al cuerpo y golpes) | UFC 277                                        | 30 de julio de 2022      | 3     | 4:34   | Dallas, Texas               | Ganó el Campeonato Interino de Peso Mosca de UFC. Pelea de la Noche. |
| Derrota   | 19–6–2 | Deiveson Figueiredo | Decisión (unánime)              | UFC 270                                        | 22 de enero de 2022      | 5     | 5:00   | Anaheim, California         | Perdió el Campeonato de Peso Mosca de UFC; Pelea de la Noche.        |
| Victoria  | 19–5–2 | Deiveson Figueiredo | Sumisión (rear-naked choke)     | UFC 263                                        | 12 de junio de 2021      | 3     | 2:26   | Glendale, Arizona           | Ganó el Campeonato de Peso Mosca de UFC; Actuación de la Noche.      |
| Empate    | 18–5–2 | Deiveson Figueiredo | Empate (mayoritario)            | UFC 256                                        | 12 de diciembre de 2020  | 5     | 5:00   | Las Vegas, Nevada           | Por el Campeonato de Peso Mosca de UFC; Pelea de la Noche..          |
| Victoria  | 18–5–1 | Brandon Royval      | TKO (golpes)                    | UFC 255                                        | 21 de noviembre de 2020  | 1     | 4:59   | Las Vegas, Nevada           |                                                                      |
| Victoria  | 17–5–1 | Jussier Formiga     | Decisión (unánime)              | UFC Fight Night: Lee vs. Oliveira              | 14 de marzo de 2020      | 3     | 5:00   | Brasília                    |                                                                      |
| Victoria  | 16–5–1 | Kai Kara-France     | Decisión (unánime)              | UFC 245                                        | 14 de diciembre de 2019  | 3     | 5:00   | Las Vegas, Nevada           |                                                                      |
| Empate    | 15–5–1 | Askar Askarov       | Empate (dividido)               | UFC Fight Night: Rodríguez vs. Stephens        | 21 de septiembre de 2019 | 3     | 5:00   | Ciudad de México            |                                                                      |
| Victoria  | 15–5   | Maikel Pérez        | TKO (golpes)                    | LFA 69                                         | 7 de junio de 2019       | 4     | 1:54   | Cabazon, California         | Ganó el Campeonato de Peso Mosca de LFA.                             |
| Derrota   | 14–5   | Alexandre Pantoja   | Decisión (unánime)              | UFC Fight Night: Maia vs. Usman                | 19 de mayo de 2018       | 3     | 5:00   | Santiago                    |                                                                      |
| Derrota   | 14–4   | Sergio Pettis       | Decisión (unánime)              | UFC Fight Night: Pettis vs. Moreno             | 5 de agosto de 2017      | 5     | 5:00   | Ciudad de México            |                                                                      |
| Victoria  | 14–3   | Dustin Ortiz        | Sumisión (rear naked choke)     | UFC Fight Night: Swanson vs. Lobov             | 22 de abril de 2017      | 2     | 4:06   | Nashville                   | Actuación de la Noche.                                               |
| Victoria  | 13–3   | Ryan Benoit         | Decisión (dividida)             | The Ultimate Fighter: Tournament of Champions  | 3 de diciembre de 2016   | 3     | 5:00   | Las Vegas, Nevada           |                                                                      |
| Victoria  | 12–3   | Louis Smolka        | Sumisión (guillotine choke)     | UFC Fight Night: Lineker vs. Dodson            | 1 de octubre de 2016     | 1     | 2:23   | Moda Center, Portland       | Actuación de la noche; Debut UFC                                     |
| Victoria  | 11–3   | Isaac Camarillo     | Sumisión (rear naked choke)     | World Fighting Federation 27                   | 16 de abril de 2016      | 3     | 5:00   | Tucson, Arizona             | Defendió el Campeonato de Peso Mosca de la WFF                       |
| Victoria  | 10–3   | Tyler Bialeck       | Sumisión (rear naked choke)     | World Fighting Federation 22                   | 25 de julio de 2015      | 1     | 3:09   | Tucson, Arizona             | Defendió el Campeonato de Peso Mosca de la WFF                       |
| Victoria  | 9-3    | Matt Betzold        | Decisión (unánime)              | World Fighting Federation 18                   | 7 de febrero de 2015     | 3     | 5:00   | Chandler, Arizona           | Defendió el Campeonato de Peso Mosca de la WFF                       |
| Victoria  | 8-3    | C.J Soliven         | Sumisión (rear naked choke)     | World Fighting Federation 16                   | 20 de septiembre de 2014 | 1     | 0:58   | Chandler, Arizona           | Ganó el Campeonato de Peso Mosca de la WFF; Debut Peso Mosca         |
| Victoria  | 7-3    | Alex Contreras      | Sumisión (triangle choke)       | World Fighting Federation 14                   | 28 de junio de 2014      | 3     | 1:04   | Chandler, Arizona           |                                                                      |
| Victoria  | 6-3    | Paul Amaro          | Sumisión (rear naked choke)     | MEZ Sports: Pandemonium 9                      | 26 de julio de 2013      | 2     | 3:01   | Mission Viejo, California   |                                                                      |
| Victoria  | 5-3    | Jason Carbajal      | TKO (golpes)                    | MEZ Sports: Pandemonium 9                      | 23 de marzo de 2013      | 3     | 1:52   | Pomona, California          |                                                                      |
| Victoria  | 4-3    | Jesse Cruz          | Decisión (dividida)             | Xplode Fight Series: Anarchy                   | 22 de septiembre de 2012 | 3     | 3:00   | Valley Center, California   |                                                                      |
| Derrota   | 3-3    | Brenson Hansen      | Decisión (unánime)              | CITC 11: Xtreme Couture vs Southern California | 28 de julio de 2012      | 1     | 3:19   | Biloxi (Misisipi), Misisipi |                                                                      |
| Victoria  | 3-2    | Jonathan Carter     | Sumisión (armbar)               | Xplode Fight Series: Hunter                    | 19 de mayo de 2012       | 1     | 1:15   | Valley Center, California   |                                                                      |
| Derrota   | 2-2    | Ron Scolesdang      | Decisión (unánime)              | MEZ Sports: Pandemonium 6                      | 3 de marzo de 2012       | 3     | 5:00   | Riverside, California       |                                                                      |
| Victoria  | 2-1    | Luis Garcia         | Sumisión (armbar)               | UWC México: New Blood 1                        | 29 de enero de 2012      | 1     | 2:21   | Tijuana, Baja California    |                                                                      |
| Derrota   | 1-1    | Marco Beristain     | Decisión (unánime)              | UWC México 10                                  | 25 de junio de 2011      | 3     | 5:00   | Tijuana, Baja California    |                                                                      |
| Victoria  | 1–0    | Atiq Jihad          | Sumisión (armbar)               | UWC México 9.5                                 | 30 de abril de 2011      | 1     | 2:30   | Tijuana, Baja California    |                                                                      |